# Peter Pokorný
Pour les articles homonymes, voir Pokorný.
Peter Pokorný, né le 8 août 2001 à Trenčín en Slovaquie, est un footballeur slovaque qui évolue actuellement au poste de milieu défensif au Slovan Bratislava.

## Biographie

### En club
Né à Trenčín en Slovaquie, Peter Pokorný est formé par le club de sa ville natale l'AS Trenčín avant de rejoindre le RB Salzbourg et son club partenaire, le FC Liefering. En mars 2019 il signe un nouveau contrat avec Salzbourg, courant jusqu'en juin 2024.
Le 26 août 2020, Pokorný est prêté jusqu'à la fin de la saison 2020-2021 au SKN Sankt Pölten,.
Alors qu'il était notamment courtisé par le Legia Varsovie, Peter Pokorný s'engage avec la Real Sociedad le 16 juin 2021. Il vient dans un premier temps renforcer l'équipe B entraînée par Xabi Alonso et qui vient juste d'être promu en deuxième division espagnole. Il est toutefois retenu par Imanol Alguacil, l'entraîneur de l'équipe première, pour des matchs de présaison en juillet afin de combler les absences sur blessures de Ander Guevara et Asier Illarramendi notamment.
Le 6 juillet 2022, Peter Pokorný est prêté pour une saison en Hongrie, au Fehérvár FC.
Le 9 août 2023, Peter Pokorný rejoint la Pologne pour s'engager en faveur du Śląsk Wrocław. Il signe un contrat courant jusqu'en juin 2025, avec une année supplémentaire en option.
Lors de l'été 2025, Peter Pokorný fait son retour dans son pays natal en signant en faveur du Slovan Bratislava pour un contrat de quatre ans, soit jusqu'en juin 2029.

### En sélection
Peter Pokorný compte cinq sélections avec l'équipe de Slovaquie des moins de 17 ans, sélection avec laquelle il inscrit deux buts, lors du même match le 18 mars 2018 face à la équipe de Suisse des moins de 17 ans.
Il joue son premier match pour l'équipe de Slovaquie espoirs le 22 mars 2019, contre la Grèce. Il est titularisé et se fait remarquer en inscrivant également son premier but en ouvrant le score. Son équipe s'impose finalement par quatre buts à trois.